# Scott Hamilton (patinage artistique)
Pour les articles homonymes, voir Hamilton et Scott Hamilton.
Scott Scovell Hamilton, né le 28 août 1958 à Toledo (Ohio), est un ancien patineur artistique américain. Au début des années 1980, il dominait le patinage artistique, gagnant quatre fois de suite le titre mondial et le titre olympique en 1984 à Sarajevo.

## Biographie

### Hommage
Scott Hamilton est intronisé au Temple de la renommée du patinage artistique américain en 1990.

## Palmarès
| Compétitions principales    | 1977    | 1978    | 1979    | 1980    | 1981    | 1982    | 1983    | 1984    |  |  |  |  |  |  |
| Jeux olympiques d'hiver     |         |         |         | 5e      |         |         |         | 1er     |  |  |  |  |  |  |
| Championnats du monde       |         | 11e     |         | 5e      | 1er     | 1er     | 1er     | 1er     |  |  |  |  |  |  |
| Championnats des États-Unis | 9e      | 3e      | 4e      | 3e      | 1er     | 1er     | 1er     | 1er     |  |  |  |  |  |  |
|                             |         |         |         |         |         |         |         |         |  |  |  |  |  |  |
| Autres Compétitions         | 1976/77 | 1977/78 | 1978/79 | 1979/80 | 1980/81 | 1981/82 | 1982/83 | 1983/84 |  |  |  |  |  |  |
| Skate America               |         |         |         | 1er     |         | 1er     | 1er     |         |  |  |  |  |  |  |
| Skate Canada                |         |         | 5e      |         | 1er     |         |         |         |  |  |  |  |  |  |
| Trophée NHK                 |         |         |         | 4e      |         |         | 1er     |         |  |  |  |  |  |  |
|                             |         |         |         |         |         |         |         |         |  |  |  |  |  |  |

## Filmographie

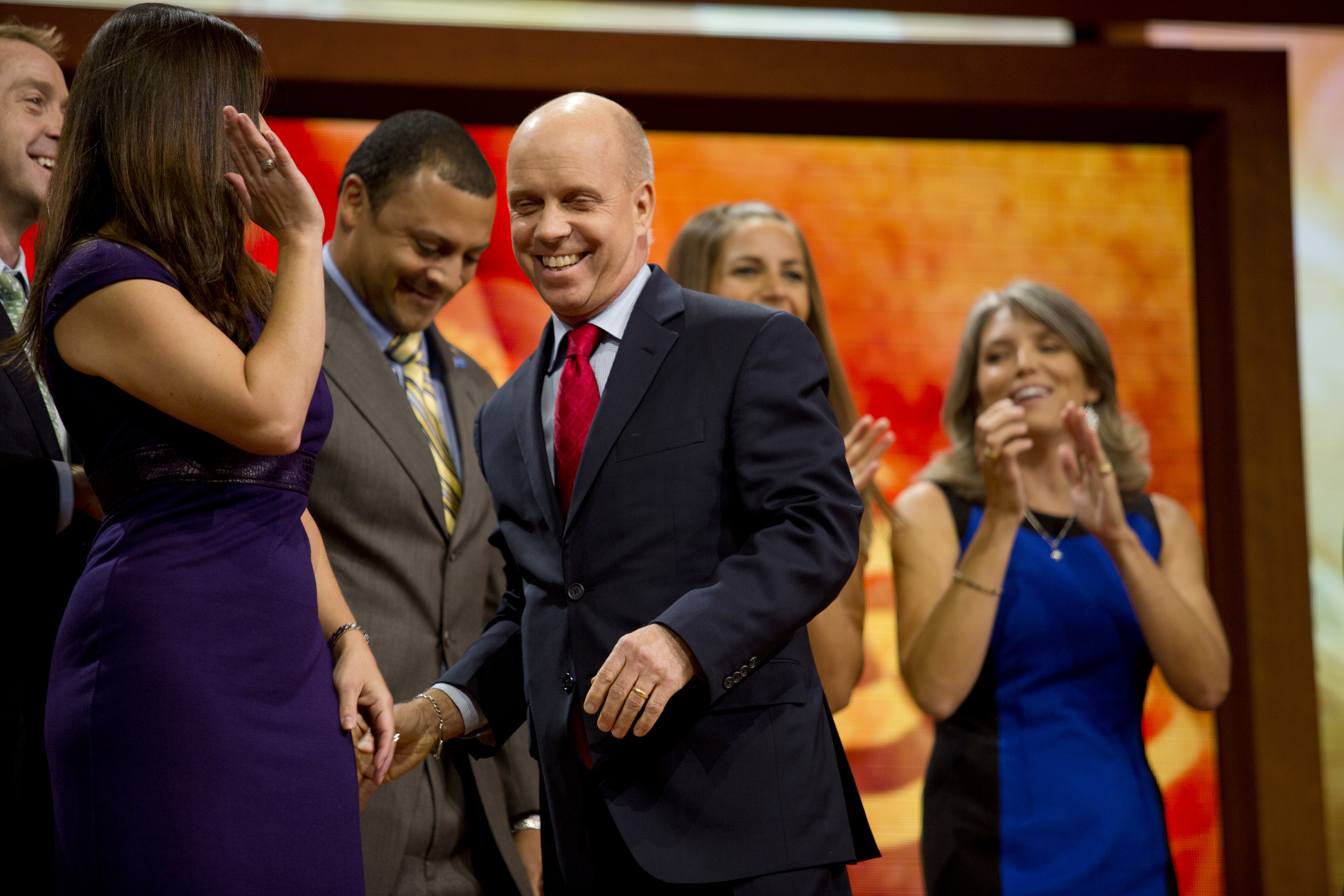
Scott Hamilton en 2012

### Comme acteur
- 1994 : Greatest Hits on Ice (TV) : Various
- 1995 : Nancy Kerrigan Special: Dreams on Ice (TV)
- 1996 : Beauty and the Beast: A Concert on Ice (TV) : Lumiere
- 1996 : Scott Hamilton: Upside Down (TV)
- 1996 : Champions on Ice (TV) : Host
- 1997 : Snowden on Ice (TV) : Scootch
- 1998 : The Snowden, Raggedy Ann and Andy Holiday Show (TV) : Doc
- 2000 : Big Game XXVIII: Road Runner vs. Coyote (TV) : Sideline Announcer
- 2001 : Nine Dog Christmas (vidéo) : Buzz (voix)
- 2001 : On Edge de Karl Slovin : Ricky Medford

### Comme producteur
- 1997 : Snowden on Ice (TV)
- 1998 : The Snowden, Raggedy Ann and Andy Holiday Show (TV)